# Minamiawaji
Minamiawaji (南あわじ市 -shi) é uma cidade japonesa localizada na província de Hyogo.
Em 1 de Fevereiro de 2005 a cidade tinha uma população estimada em 54 708 habitantes e uma densidade populacional de 239 h/km². Tem uma área total de 229,17 km².
Recebeu o estatuto de cidade a 1 de Fevereiro de 2005.